# Каннський кінофестиваль 1983
36-й Каннський міжнародний кінофестиваль відбувся з 7 по 18 травня у Каннах, Франція. Золоту пальмову гілку отримав фільм Легенда про Нараяму режисера Сьохея Імамури.
У конкурсі було представлено 22 повнометражних фільми та 10 короткометражок. У програмі «Особливий погляд» взяли участь 16 кінострічок; поза конкурсом було показано 13 фільмів. Фестиваль відкрито показом стрічки «Король комедії» режисера Мартіна Скорсезе. Фільмом закриття фестивалю було обрано американський фантастичний трилер «Військові ігри» режисера Джона Бедема.

## Журі

### Конкурс
Голова: Вільям Стайрон, письменник, США
- Анрі Алекан, кінооператор, Франція
- Івон Бебі, журналіст, Франція
- Сергій Бондарчук, режисер, СРСР
- Юсеф Шахін, режисер, Єгипет
- Сулейман Сіссе, режисер, Малі
- Жильбер Де Голдшмідт, продюсер, Франція
- Маріанджела Мелато, акторка, Італія
- Карел Рейш, режисер, Велика Британія
- Тійс Ван Лір, представник Сінематеки, Ізраїль

### Золота камера
- Філіп Каркассон, продюсер, Франція
- Ден Файнару, журналіст, Ізраїль
- Моніка Грегуар, кіноман
- Алексіс Гріва, журналіст, Мексика
- Адрієн Гансіа, кіноман, США
- Бернард Г'юбард, Ізраїль
- Жан-Данієль Саймон, режисер, Ізраїль

## Фільми-учасники конкурсної програми
★Переможців виділено окремим кольором.

### Повнометражні фільми
| Фільм                             | Назва мовою оригіналу              | Режисер            | Країна                 |
| --------------------------------- | ---------------------------------- | ------------------ | ---------------------- |
| Вокзал для двох                   | Вокзал для двоих                   | Ельдар Рязанов     | СРСР                   |
| Гроші                             | L'Argent                           | Робер Брессон      | Франція Швейцарія      |
| Ерендіра                          | Eréndira                           | Руй Гуерра         | Мексика Франція ФРН    |
| Історія П'єри                     | Storia di Piera                    | Марко Феррері      | Італія Франція ФРН     |
| Кармен                            | Carmen                             | Карлос Саура       | Іспанія                |
| Король комедії                    | The King of Comedy                 | Мартін Скорсезе    | США                    |
| Крос-Крік                         | Cross Creek                        | Мартін Рітт        | США                    |
| ★ Легенда про Нараяму             | Narayama Bushiko                   | Сьохей Імамура     | Японія                 |
| Місяць у стічній канаві           | La Lune dans le caniveau           | Жан-Жак Бенекс     | Франція Італія         |
| Ніжне милосердя                   | Tender Mercies                     | Брюс Бересфорд     | США                    |
| Ностальгія                        | Nostalghia                         | Андрій Тарковський | Італія Франція СРСР    |
| Пил і спека                       | Heat and Dust                      | Джеймс Айворі      | Велика Британія        |
| Південь                           | El Sur                             | Віктор Ерісе       | Іспанія                |
| Поранена людина                   | L'Homme blessé                     | Патріс Шеро        | Франція                |
| Рецидивний зв'язок                | Visszaesök                         | Жолт Кезді-Ковач   | Угорщина               |
| Рік небезпечного життя            | The Year of Living Dangerously     | Пітер Вір          | Австралія              |
| Сенс життя за Монті Пайтоном      | Monty Python's The Meaning of Life | Террі Джонс        | Велика Британія        |
| Смерть Маріо Річчі                | La mort de Mario Ricci             | Клод Горетта       | Швейцарія Франція      |
| Стіна                             | Duvar                              | Їлмаз Ґюней        | Туреччина              |
| Судову справу припинено           | Kharij                             | Мрінал Сен         | Індія                  |
| Убивче літо                       | L'été meurtrier                    | Жан Бекер          | Франція                |
| Щасливого Різдва, містере Лоуренс | Merry Christmas, Mr. Lawrence      | Наґіса Ошіма       | Велика Британія Японія |

### Короткометражні фільми
| Фільм                                                  | Назва мовою оригіналу                                                      | Режисер                                     | Країна     |
| ------------------------------------------------------ | -------------------------------------------------------------------------- | ------------------------------------------- | ---------- |
| Дон Кіхот                                              | Don Kichot                                                                 | Кшиштоф Райнох                              | Польща     |
| Забагато базиліку                                      | Too Much Oregano                                                           | Керрі Фелтем                                | США        |
| ★ Забута сцена з «Касабланки»                          | The Only Forgotten Take of Casablanca                                      | Чарлі Веллер                                | Німеччина  |
| Каналізація                                            | L'Égout                                                                    | Марія Євгенія Сантос                        | Бельгія    |
| Майже рука (анім.)                                     | Haast een hand                                                             | Герріт ван Дейк, Жак Овертум, Петер Свеенен | Нідерланди |
| Метелик                                                | The Butterfly                                                              | Дітер Мюллер                                | Канада     |
| Я знаю, що помиляюся, але запитаєте моїх друзів (док.) | Je sais que j'ai tort mais demandez à mes copains ils disent la même chose | П'єр Леві                                   | Франція    |
| (анім.)                                                | Ad astra                                                                   | Ференц Чако                                 | Угорщина   |
|                                                        | La Fonte de Barlaeus                                                       | П'єр-Анрі Салфаті                           | Франція    |
|                                                        | Un Arrivo                                                                  | Домінік Де Фазіо                            | Італія     |

## Особливий погляд
| Фільм                            | Назва мовою оригіналу           | Режисер            | Країна          |
| -------------------------------- | ------------------------------- | ------------------ | --------------- |
| Африканська камера               | Caméra d'Afrique                | Ферід Богхедір     | Туніс           |
| Белла Донна                      | Bella Donna                     | Петер Кеглевич     | ФРН             |
| Вона може спекти вишневий пиріг? | Can She Bake a Cherry Pie?      | Генрі Джеглом      | США             |
| Восьмидесяті                     | Les Années 80                   | Шанталь Акерман    | Бельгія Франція |
| Дикий кінь                       | Caballo salvaje                 | Хоакін Кортес      | Венесуела       |
| Заппа                            | Zappa                           | Білле Аугуст       | Данія           |
| Звір, що світиться               | La bête lumineuse               | П'єр Перро         | Канада          |
| Матіуетт, або Глушина            | La matiouette ou l'arrière-pays | Андре Тешіне       | Франція         |
| Пастух                           | 牧馬人 / Mu Ma Ren              | Се Цзінь           | КНР             |
| Події (док.)                     | Faits divers                    | Раймон Депардон    | Франція         |
| Потрібен сертифікат              | Le certificat d'indigence       | Мусса Йоро Батілі  | Сенегал         |
| Стрижка                          | The Haircut                     | Тамар Саймон Гоффс | США             |
| Улісс                            | Ulysse                          | Аньєс Варда        | Франція         |
| Щось між                         | Nešto između                    | Срджан Каранович   | Югославія       |
| Я, К'яра і Похмурий              | Io, Chiara e lo scuro           | Мауріціо Понці     | Італія          |

## Фільми позаконкурсної програми
| Фільм                    | Назва мовою оригіналу      | Режисер         | Країна          |
| ------------------------ | -------------------------- | --------------- | --------------- |
| Анджело, моя любов       | Angelo My Love             | Роберт Дюваль   | США             |
| Військові ігри           | WarGames                   | Джон Бедем      | США             |
| Глухий кут (анім.)       | Holtpont                   | Ференц Рофус    | Угорщина        |
| Голод                    | The Hunger                 | Тоні Скотт      | Велика Британія |
| Дорога, дорога           | Cammina, cammina           | Ерманно Ольмі   | Італія          |
| Екватор                  | Équateur                   | Серж Генсбур    | Франція         |
| Злодійка                 | The Wicked Lady            | Майкл Віннер    | Велика Британія |
| Люди в човні             | 投奔怒海 / Tóubēn Nù Hăi   | Енн Гуей        | Гонконг         |
| Людина в циліндрі (док.) | L'homme au chapeau de soie | Мод Ліндер      | Франція         |
| Невдахи                  | Streamers                  | Роберт Альтман  | США             |
| Уту                      | Utu                        | Джеф Мерфі      | Нова Зеландія   |
|                          | Modori-gawa                | Тацумі Кумасіро | Японія          |

## Нагороди
- Золота пальмова гілка: Легенда про Нараяму, режисер Сьохей Імамура
- Гран-прі журі: Сенс життя по Монті Пайтоном, реж. Террі Джонс
- Приз журі: Судову справу припинено, реж. Мрінал Сен
- Приз за найкращу чоловічу роль: Джан Марія Волонте за Смерть Маріо Річчі
- Приз за найкращу жіночу роль: Ганна Шигулла за Історія П'єри
- Приз за найкращу режисуру:
  - Робер Брессон за Гроші
  - Андрій Тарковський за Ностальгія
- Приз за художній внесок: Кармен, реж. Карлос Саура
- Технічний гран-прі: Кармен, реж. Карлос Саура
- Золота пальмова гілка за короткометражний фільм: Я знаю, що помиляюся, але запитайте моїх друзів, реж. П'єр Леві
- Приз журі за короткометражний фільм:
  - Забута сцена з «Касабланки», реж. Чарлі Веллер
  - Забагато базиліку, реж. Керрі Фелтем
- Золота камера: Принцеси, реж. Пал Ердешш
- Перспективна Кіно-нагорода: Три крони для моряка, реж. Рауль Руїс
- Приз міжнародної асоціації кінопреси:
  - Ностальгія, реж. Андрій Тарковський
  - Щасливчик Данієль, реж. Пал Шандор
- Приз екуменічного журі: Ностальгія, реж. Андрій Тарковський
- Приз молоді:
  - Приз молоді (іноземний фільм): Міс Самотнє серце, реж. Майкл Діннер